# Café de Levante

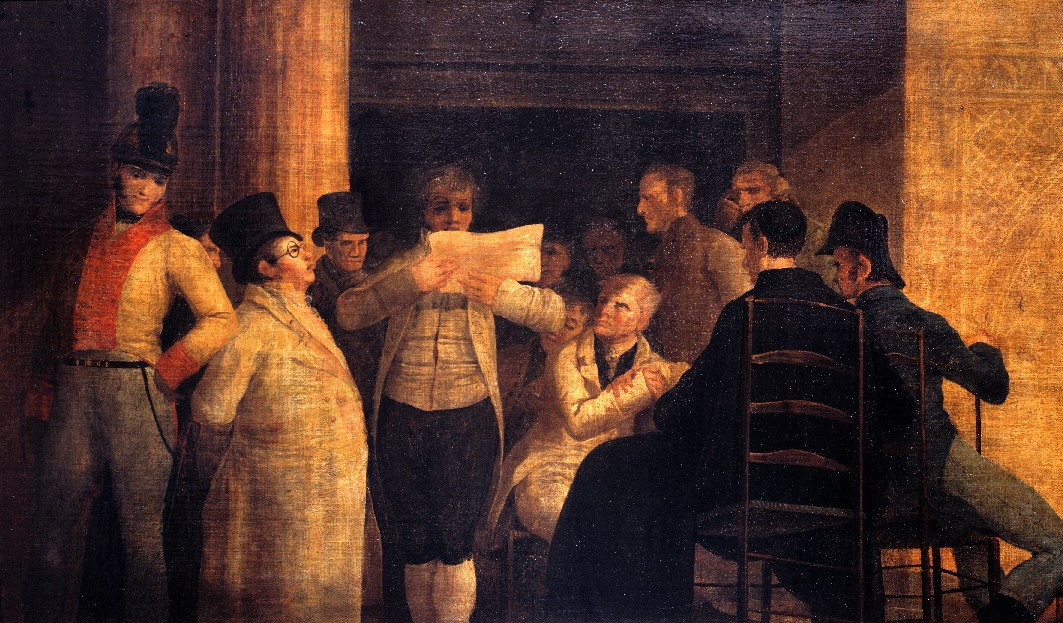
Café de Levante, tableau de Leonardo Alenza

Café de Levante est le nom de plusieurs établissements de divertissement, de réunion et de tertulia du centre de Madrid et dans d'autres villes d'Espagne au XIXe siècle ou au XXe siècle. Ils constituent des lieux hétéroclites de la vie sociale et de l'histoire madrilène et d'autres villes espagnoles.

## À Madrid
Un premier Café de Levante s'installe à la Puerta del Sol dans la première moitié du XIXe siècle. Il ferme lors des travaux d'agrandissement du quartier, amenant le déménagement à un nouvel établissement semblable au Prado (es) de tous ses meubles et ornements, y compris les tableaux peints par Leonardo Alenza). Après la requalification urbaine de la puerta del Sol, pendant près d'un siècle, deux établissements appelés Café de Levante sont exploités dans le quartier, l'un dit le Nuevo Café de Levante sur la rue de l'Arenal, l'autre dit Viejo Café de Levante à la puerta del Sol. Les récits des différents chroniqueurs, les différents personnages et anecdotes peuvent y être survenus, mais également rue d'Alcalá ou du Prado ou ailleurs. Ángel del Río répertorie au moins six cafés de ce nom qui ont dû exister, bien que quatre sont retracés explicitement. Il y a parfois incohérence chronologique entre les récits et les implantations réelles, laissant supposer qu'il y a confusion entre les divers établissements. Celui du 5 de la Puerta del Sol semble celui qui est le plus cité. Le récit résultant de toutes les sources apparaît comme un Levante inexistant et impossible, où Benito Pérez Galdós discute avec Olga Ramos (es) et où Ramón María del Valle-Inclán alterne avec Ramón de Mesonero Romanos.
Une comptine populaire rappelle les cafés de Levante :
« Adiós Café de Levante,
adiós famoso café
tu historia aquí finaliza
por el dichoso parné »
« Adieu Café de Levante,
adieu fameux café
ton histoire ici termine
pour un méchant pognon »

### Rue d'Alcalá

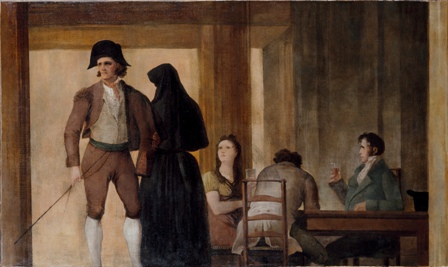
Tableaux peints par Alenza au premier café de Levante. Musée du Prado.

Le premier café de Levante connu s'établit dans la rue d'Alcalá, attenante à la Puerta del Sol. Il est un lieu de rencontre pour plusieurs intellectuels s'inscrivant dans le mouvement des réformes bourboniennes en Espagne. Les peintures du romantique Leonardo Alenza, qui ornent les murs du café, deviennent des symboles iconographiques de ces réunions. Le café ferme lors des travaux de rénovation de la Puerta del Sol vers 1857. Ramón de Mesonero Romanos, chroniqueur érudit de Madrid, décrit l'endroit, ce qui semble fidèle à la scène peinte par Alenza, ou inversement :
« ...los ahumados y estrechos aposentos del café de Levante (calle Alcalá, frente al Buen Suceso), donde engolfarse en una interminable partida de chanquete o ajedrez... »
— Ramón de Mesonero Romanos, Memorias de un setentón

« ...les salles enfumées et étroites du Café de Levante (rue d'Alcalá face au Bonsecours (es), où se plonge en une interminable partie de chanquete ou d'échecs... »
— Memorias de un setentón

### Rue du Prado

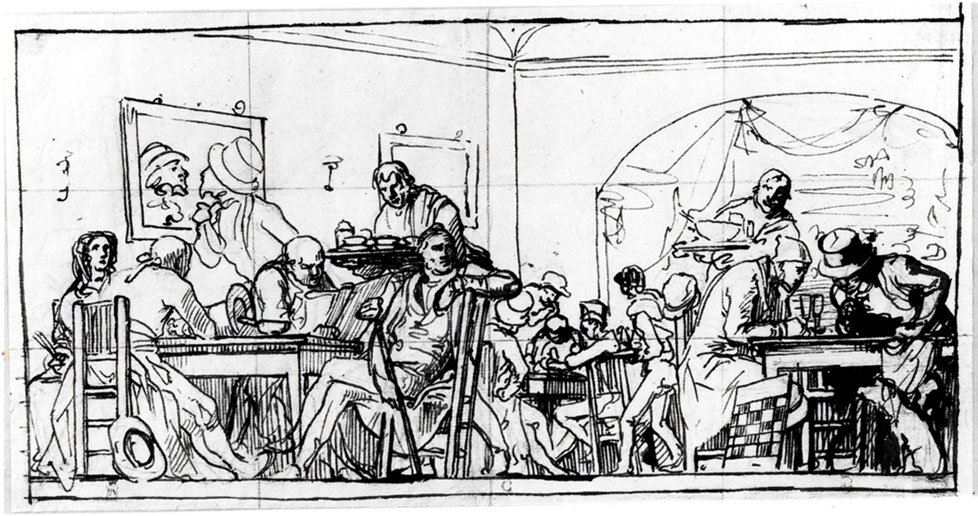
Joueurs d'échecs au Café de Levante, Alenza, 1939.

Le chroniqueur Pedro de Répide parle également d'un café de Lèvante au 10 de la rue du Prado, homonyme de celui de la Puerta del Sol. Avec son emblématique dessin de Leonardo Alenza sur la porte, il s'ouvre à la tertulia et l'intrigue. Il constitue, à partir de 1858, le nouvel emplacement du premier café de Levante de la puerta del Sol, en 1858. Ce café de Levante est exploité presque 50 ans, à la même période que deux autres établissements homonymes situés sur la calle del Arenal (es) (« rue du Banc de Sable »).

### Rue del Arenal
Le Nouveau Café de Levante s'installe dans un nouvel immeuble de la rue del Arenal en 1861. La vie intellectuelle y est particulièrement intense entre 1908 et 1914. À cette période, le redoutable Ramón María del Valle-Inclán y tient son cénacle, entouré de personnages comme l'écrivain Azorín, les peintres José Luis Gutiérrez Solana, Santiago Rusiñol et Julio Romero de Torres, les frères Pio et Ricardo Baroja et le dessinateur Rafael de Penagos (es), parmi plusieurs. L'arrogance de Vallée-Inclán l'amène à dire : «...Le café de Levante influence davantage la littérature et l'art contemporain que deux ou trois universités et que plusieurs académies consacrées ». Son bras droit Ricardo Baroja ajoute : « Les académiques, les consacrés, les professeurs de centres d'enseignement officiel de l'art nous craignaient comme la peste ». Au Nouveau Café de Levante et au Café del Vapor, comme dans d'autres pays à l'époque, il existe une certaine identification de l’aristocratie avec l’homosexualité, par exemple le marquis de Bradomín», dans « Estío » de Valle-Inclán.
Le café de Levante de la rue d'Arenal ferme en 1915. Dans la presse madrilène annonce : « Ils vendent tous les ustensiles du café Nouveau de Levante, billard et liqueurs fines». Dans le local vide s'installe un grand entrepôt de torchons.

### Puerta del Sol
Dans les années 1870, Pablo Gil y Calvo, premier propriétaire, ouvre l'Ancien café de Levante dans l'un des bâtiments neufs au 5 de la puerta del Sol. Tout autant café de divertissement et tertulia, il offre des repas à la carte, avec ses fameux rognons et bifteck. Les visiteurs et habitués qui relatent son existence le décrivent comme un café tranquille, confortable et propre, où tout le monde se connaît. En 1892, les intérieurs sont décorés par le peintre Nicasio Pechuán. À l'étage, on installe des tables de billard modernes et un salon spécial exclusivement pour les dames. Ce café est voisin du Café Pombo (es). L'Ancien café de Levante demeure ouvert pendant la Guerre civile espagnole. Plus tard, Ernesto Giménez Caballero installe au sous-sol la Crypte de Don Quichotte ou des libérateurs de l'Amérique, tertulia d'americanistes qu'il veut immortaliser dans un musée de figures en bronze de libérateurs américains. L'Ancien Café de Levante disparaît en 1966.

## Ailleurs en Espagne
Il existe également différents établissements appelés « café de Levante » ou « café Levante » dans différentes villes d'Espagne, quelques-uns de longue tradition, comme celui de Saragosse, fondé en 1895 à côté de la Puerta del Carmen, ou le Café de Levante de Cadix.